# نیل (سرده)
نیل (سرده) (نام علمی: Indigofera) نام یک سرده از تبار نیلیان است.